# Guidimouni
Guidimouni est une localité et une commune rurale du Niger, département de Damagaram Takaya, région de Zinder.

## Géographie
Guidimouni est située sur la route nationale 1 (axe Zinder-Gouré) à 45 km à l'est de Mirriah, à 90 km au sud du chef-lieu départemental Damagaram Takaya. La localité est située dans la cuvette de Guidimouni à proximité de deux mares appelées localement femelle et mâle, la mare permanente de Guidimouni (~85 ha) et la mare semi-permanente de Gouzougourou (~105 ha). 
| Mazamni | Damagaram Takaya |           |
| Zermou  | Guidimouni       | Guidiguir |
| Hamdara | Ouacha, Gouchi   |           |

## Histoire
La commune rurale de Guidimouni instaurée en 2002, est issue du canton de Guidimouni. Depuis 2011, la commune est soustraite du département de Mirriah et dépend du département de Damagaram Takaya.

## Population
Lors du recensement général de 2012, la population communale est relevée à 69 587 habitants, dont 15 326 habitants pour la localité principale.

## Localités
La commune s'étend sur 45 villages, 161 hameaux et 16 camps au sud du département de Damagaram Takaya.

## Services et infrastructures
- Centre de Santé Intégré (CSI) à Guidimouni et Lassouri[6].
- Collège d'enseignement général (CEG) à Guidimouni.
- Centre de formation des métiers (CFM) à Guidimouni.

## Économie
Les cultures maraîchères (choux, salades, oignons, bananes, dattes et citrons) sont pratiquées sur les rives de la mare mâle de Guidimouni. Le minéral natron est exploité artisanalement depuis le début du XXe siècle dans les salines aux abords de la mare femelle de Gouzougourou.